# Eva Schöier
Eva Schöier, född 29 augusti 1955, är en svensk producent av radiodokumentärer.  
Eva Schöier har i flera år arbetat på Sveriges Radio, som ljudtekniker, researcher och producent. Hon var knuten till redaktionen för radioserien ”The Svenska Ord Story” 2002 och gjorde research för radioserien ”Svenska nöjen” 2007-2009. År 2015 producerade Eva Schöier kortfilmen "Dag Hammarskjöld - a portrait" som sändes ett flertal gånger i FN:s tv-kanal UNTV. 
Som producent av radiodokumentärer har hon svarat för research, ljudläggning och produktion av:
- "SR minns Tage Danielsson" 2015, en miniserie om Tage Danielsson för SR P1 och P2. Presenterad av Stefan Wermelin.
- "Monica Zetterlund - Den sista jäntan" 2016, för SR P2. Presenterad av Stefan Wermelin.
- ”Visdiktaren Olle Adolphson" 2017, för SR P2. Presenterad av Stefan Wermelin.
- ”Visgiganten Evert Taube" 2018, för SR P2. Presenterad av Stefan Wermelin. 
- ”Beppe Wolgers värld” 2018, för SR P2. Presenterad av Stefan Wermelin.
- ”Urhippien som fick en världshit", för SR P2, 2019. Presenterad av Staffan Schöier.
- ”Drömmen om Kalifornien", 2019, för SR P2. Presenterad av Staffan Schöier.
- ”Zarah Leander – en kvinna som vet vad hon vill”, 2020, för SR P2. Presenterad av Staffan Schöier.
- ”Sven-Bertil Taube — den siste estradören", 2021, för SR P2. Presenterad av Staffan Schöier.
- ”Visgiganten Evert Taube — diktaren och tiden", 2022, för SR P2. Presenterad av Staffan Schöier.
- ”Povel Ramel – sju decennier av komik och musik”, 2022, för SR P2. Presenterad av Staffan Schöier.
- ”Gals and Pals – vårt öde att doa”, 2023, för SR P2. Presenterad av Staffan Schöier.
- ”Radiojazzgruppen - tillbaka till framtiden”, 2023, för SR P2. Presenterad av Staffan Schöier